# Johan Ejeborg
Carl-Johan Gunnar Ejeborg, född 13 oktober 1964 i Strängnäs, är en svensk sportkommentator och reporter. Ejeborg kommenterar främst motorsport (tillsammans med Jonas Kruse) samt alpint och har varit anställd på Sveriges Television sedan 1993. Han blev känd för den breda publiken då han den 27 augusti 2004 väckte Sverige klockan 08.30 på morgonen med orden "Hallå, vi har tagit guld!". Referatet syftade på kanotisterna Markus Oscarsson och Henrik Nilsson som hade paddlat sig till ett olympiskt guld i kanotsport (K2, 1 000 meter för herrar) vid Olympiska sommarspelen 2004 i Aten.
Ejeborg kommenterar även andra sporter såsom skidskytte, speedway, enduro, golf, bordtennis samt även tennis där han har en bakgrund både som spelare och domare. Han blev mycket uppmärksammad för sina imitationer av idrottare, reportrar och kommentatorer under den så kallade Uppvärmningen till Olympiska vinterstudion i SVT under Vinter-OS 2010.